# Swedish Open 2023
Die Swedish Open 2023 im Badminton fanden vom 11. bis zum 14. Mai 2023 in Uppsala statt.

## Sieger und Platzierte
| Disziplin    | Gold                                              | Silber                                               | Bronze                             |
| ------------ | ------------------------------------------------- | ---------------------------------------------------- | ---------------------------------- |
| Herreneinzel | Victor Svendsen                                   | Kalle Koljonen                                       | Huang Yu                           |
| Herreneinzel | Victor Svendsen                                   | Kalle Koljonen                                       | Krishna Adi Nugraha                |
| Dameneinzel  | Hina Akechi                                       | Happy Lo Sin Yan                                     | Ruzana Ruzana                      |
| Dameneinzel  | Hina Akechi                                       | Happy Lo Sin Yan                                     | Tara Shah                          |
| Herrendoppel | Raymond Indra Daniel Edgar Marvino                | Teges Satriaji Cahyo Hutomo Christopher David Wijaya | Rasmus Espersen Marcus Rindshøj    |
| Herrendoppel | Raymond Indra Daniel Edgar Marvino                | Teges Satriaji Cahyo Hutomo Christopher David Wijaya | Lau Yi Sheng Lee Yi Bo             |
| Damendoppel  | Maiko Kawazoe Sorano Yoshikawa                    | Kanano Muroya Miku Sugiyama                          | Bengisu Erçetin Nazlıcan Inci      |
| Damendoppel  | Maiko Kawazoe Sorano Yoshikawa                    | Kanano Muroya Miku Sugiyama                          | Moa Sjöö Tilda Sjöö                |
| Mixed        | Jafar Hidayatullah Aisyah Salsabila Putri Pranata | Sebastian Bugtrup Mai Surrow                         | Lim Tze Jian Desiree Siow Hao Shan |
| Mixed        | Jafar Hidayatullah Aisyah Salsabila Putri Pranata | Sebastian Bugtrup Mai Surrow                         | Hiroki Takeuchi Maiko Kawazoe      |